# Hemmeligheden (opera)
|  | For film af samme navn, se Hemmeligheden |
 Hemmeligheden (tjekkisk: Tajemství) er en komisk opera i tre akter af Bedřich Smetana. Librettoen er skrevet af Eliska Krásnohorská. Premieren fandt sted den 18. september 1878 på Nové České Divadlo (Nyt tjekkisk teater) i Prag.

## Roller
| Rolle               | Stemmetype | Originalbesætning, 18. september 1878 (Dirigent: Adolf Cech) |
| ------------------- | ---------- | ------------------------------------------------------------ |
| Blaženka            | Sopran     | Marie Zofie Sittová                                          |
| Bonifác             | Bas        | František Mares                                              |
| Vit                 | Tenor      | Antonín Vavra                                                |
| Kalina              | Baryton    | Josef Lev                                                    |
| Panna Roza          | Alt        | Betty Fibichová                                              |
| Malina              | Bas        | Karel Cech                                                   |
| Skřivánek           | Tenor      | Adolf Krössing                                               |
| Jirka               | Tenor      | Jan Sára                                                     |
| Barnabášes spøgelse | Bas        | Ferdinand Koubek                                             |
| En iværksætter      | Baryton    | Leopold Stopniockÿ                                           |
| Candiera            | Sopran     | Marzová                                                      |

## Diskografi
- 1982: Zdeněk Košler (dirigent), Orkestret og koret ved nationalteatret i Prag; Jaroslav Horáček, Václav Zítek, Věra Soukupová, Daniela Šounová, Leo Marian Vodička, Karel Průša, Oldřich Spisar, Bohuslav Maršík, Eva Hlobilová, Alfred Hampel, Pavel Horáček